# 고대초등학교
고대초등학교는 대한민국 충청남도 당진시 고대면 진관리에 있는 공립 초등학교이다.

## 학교 연혁
| 1936년 | 6월 11일 | 고대공립보통학교 개교(설립인가 5월 1일)      |
| 1938년 | 4월 1일  | 고대공립심상소학교로 개칭                    |
| 1941년 | 4월 1일  | 고대공립국민학교로 개칭                      |
| 1948년 | 6월 1일  | 고대국민학교로 개칭                          |
| 1981년 | 3월 9일  | 병설유치원 개원                              |
| 1986년 | 3월 3일  | 특수학급 1학급 편성                          |
| 1988년 | 3월 1일  | 병설유치원 2학급 편성                        |
| 1996년 | 3월 1일  | 고대초등학교로 개칭                          |
| 1996년 | 4월 1일  | 학교운영위원회 발족                          |
| 1996년 | 7월 17일 | 개교 60주년 기념행사                         |
| 2016년 | 2월 16일 | 제76회 졸업(졸업생수: 총 8,047명)            |
| 2016년 | 3월 1일  | 초등학교 7학급(특수 1) 편성                  |
| 2016년 | 3월 1일  | 유치원 2학급 편성                            |
| 2020년 | 2월 7일  | 제80회 졸업식(총 8,119명)                    |
| 2020년 | 3월 1일  | 초등학교 7학급(특수1), 병설유치원 2학급 편성 |

## 학교 상징
- 교화 - 장미
- 교목 - 향나무
- 교조 - 까치

## 참고 자료
- 고대초등학교 - 한국교육학술정보원 학교알리미